# Costa Brava

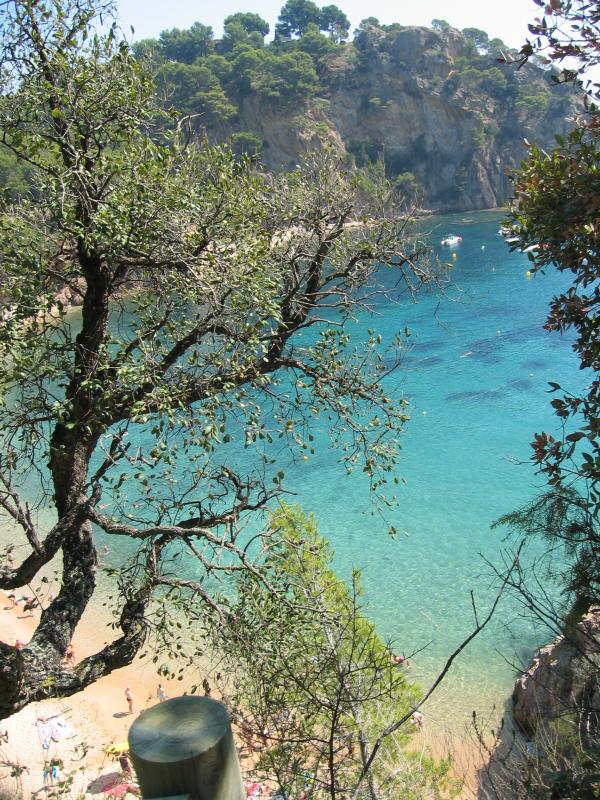
Cala Giverola, Costa Brava

Costa Brava este o regiune de coastă în nord-estul Cataloniei, în provincia Girona (Spania). Începând cu anii '50, a început dezvoltarea turistică a regiunii, principala ocupație, pescuitul, devenind secundară.
Costa Brava a devenit o atracție deosebită pentru turiștii englezi, dar și din Europa nordică. Cu o climă deosebită în perioada de vară și excelente plaje, turismul s-a dezvoltat continuu; în ultimii ani, multe companii aeriene low-cost, precum Ryanair sau Wizz Air, au sporit numărul turiștilor sosiți aici. Cele mai vizitate localități sunt Tossa de Mar, Lloret de Mar, Calella de Palafrugell, Llafranc, Sa Riera, Cadaqués sau l'Estartit.

Tossa de Mar, Costa Brava

De asemenea, Costa Brava a fost o destinație preferată de mari artiști ca Salvador Dalí sau Pablo Picasso.